# Rudnik (Otwock)
Pour les articles homonymes, voir Rudnik.
Rudnik (prononciation : [ˈrudnik]) est un village polonais de la gmina d'Osieck dans le powiat d'Otwock de la voïvodie de Mazovie dans le centre-est de la Pologne.

## Histoire
De 1975 à 1998, le village appartenait administrativement à la voïvodie de Siedlce.